# Anelli di Saturno
Gli anelli di Saturno sono anelli planetari che ruotano attorno al pianeta Saturno. Il sistema di anelli, composto da miliardi di piccoli frammenti di roccia e ghiaccio, della grandezza che varia dal micrometro al metro, può anche essere considerato come un singolo anello piatto, molto sottile (< a 250 m), orbitante sul piano equatoriale del pianeta, ma viene preferibilmente suddiviso in sette fasce separate da altrettante divisioni (spazi, che sono quasi vuoti di detriti). L'organizzazione in fasce e divisioni, risulta da una complessa dinamica non ancora ben compresa, ma nella quale giocano un ruolo i cosiddetti satelliti pastori, lune di Saturno che orbitano all'interno dell'anello o subito fuori. Gli anelli iniziano ad una altezza dalla superficie di Saturno di circa 6600 km, per estendersi fino a 120000 km di altezza (poco meno di un terzo della distanza Terra-Luna), e vengono nominati con le prime lettere dell'alfabeto (A, B, C, ecc), ma con un ordine un po' confuso e confusionario. Le fasce sono estremamente sottili, infatti l'esplorazione ravvicinata agli anelli, fatta dalla sonda spaziale Cassini-Huygens, ha mostrato uno spessore medio di circa 10 m. Tuttavia, non sono completamente piatti, ma in alcune zone, le particelle sono addensate in strutture che si estendono da 3 a 5 km sopra e sotto il piano dell'anello, proiettando così lunghe ombre in particolari momenti di inclinazione rispetto al Sole. Ciò perché l'asse di rotazione di Saturno è inclinato rispetto al piano orbitale intorno al Sole (come per la Terra), per cui anche gli anelli risultano inclinati e sono osservabili dalla Terra (per la maggior parte del tempo).  

## Origine

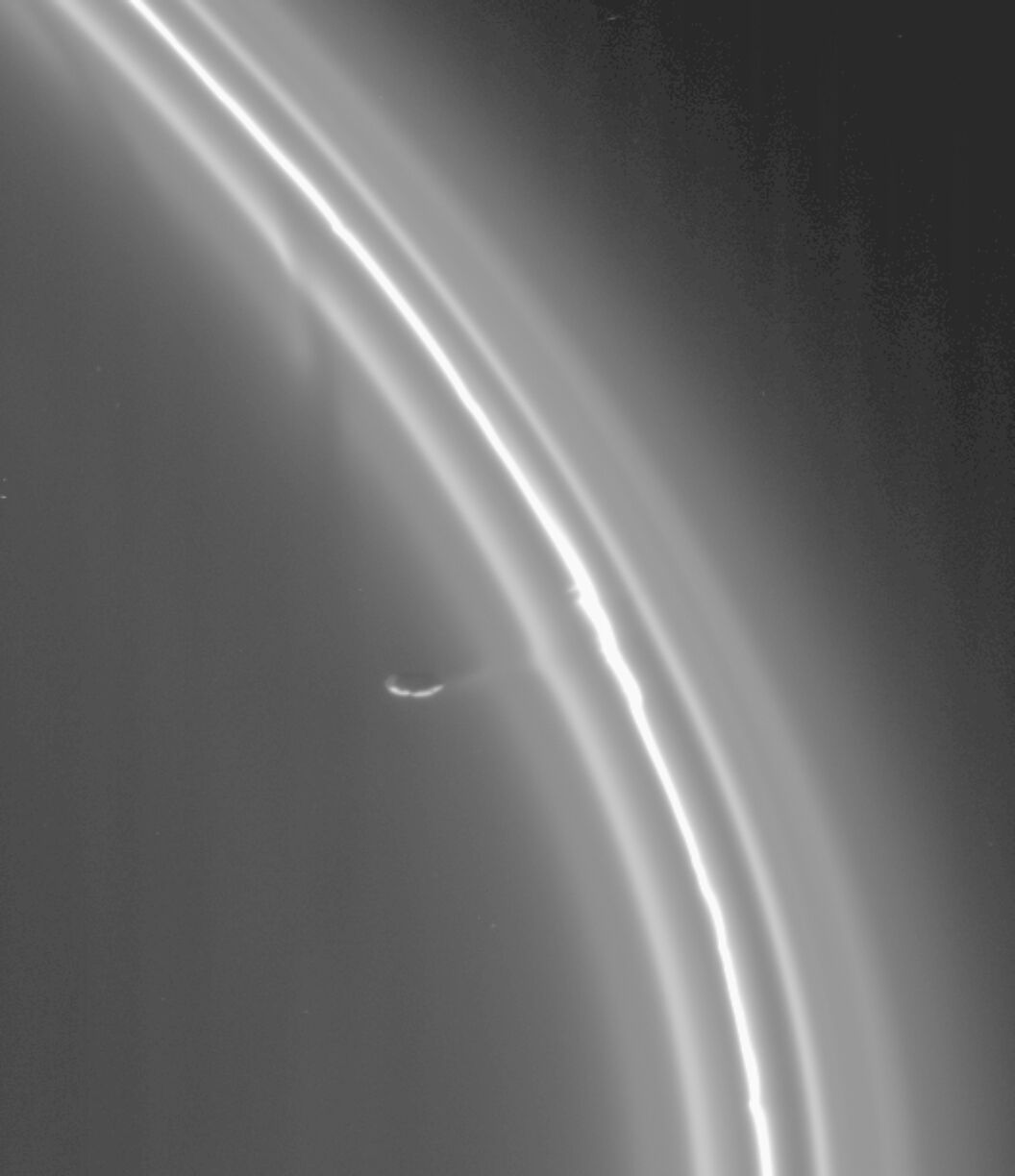
La luna pastore Prometeo attira materiale dall'Anello F (in questa immagine ripresa dalla Sonda spaziale Cassini il 29 ottobre 2004)

L'origine degli anelli è sconosciuta, però ci sono due ipotesi principali: che siano il risultato della distruzione di un satellite di Saturno, ad opera di una collisione con una cometa o con un altro satellite, oppure che siano un "avanzo" del materiale da cui si formò Saturno che non è riuscito ad assemblarsi in un corpo unico. Del solo anello E si conosce l'origine: su Encelado si verificano fenomeni di criovulcanismo continuo, di conseguenza si presuppone che l'abbondante materiale emesso abbia formato l'anello E. 
Le teorie attuali suggeriscono che gli anelli siano instabili e abbiano una vita relativamente breve: in pochi milioni di anni dovrebbero disperdersi o precipitare sul pianeta stesso. Questa osservazione sarebbe coerente con l'ipotesi di un'origine recente degli anelli. Una ricerca NASA effettuata nel 2018 in collaborazione con l'osservatorio Keck ha confermato le stime effettuate sulle osservazioni delle due sonde Voyager, in base alle quali il sistema di anelli dovrebbe precipitare completamente entro 300 milioni di anni, a causa della gravità e dell'intenso campo magnetico del pianeta. Osservazioni effettuate con la sonda Cassini sulla precipitazione di materiale presso l'equatore del pianeta stimano l'età degli anelli inferiore ai 100 milioni di anni.

## Osservazione
(Galileo Galilei, Lettera a Keplero sulla prima osservazione degli anelli di Saturno, scambiati per due astri più piccoli, 1610)

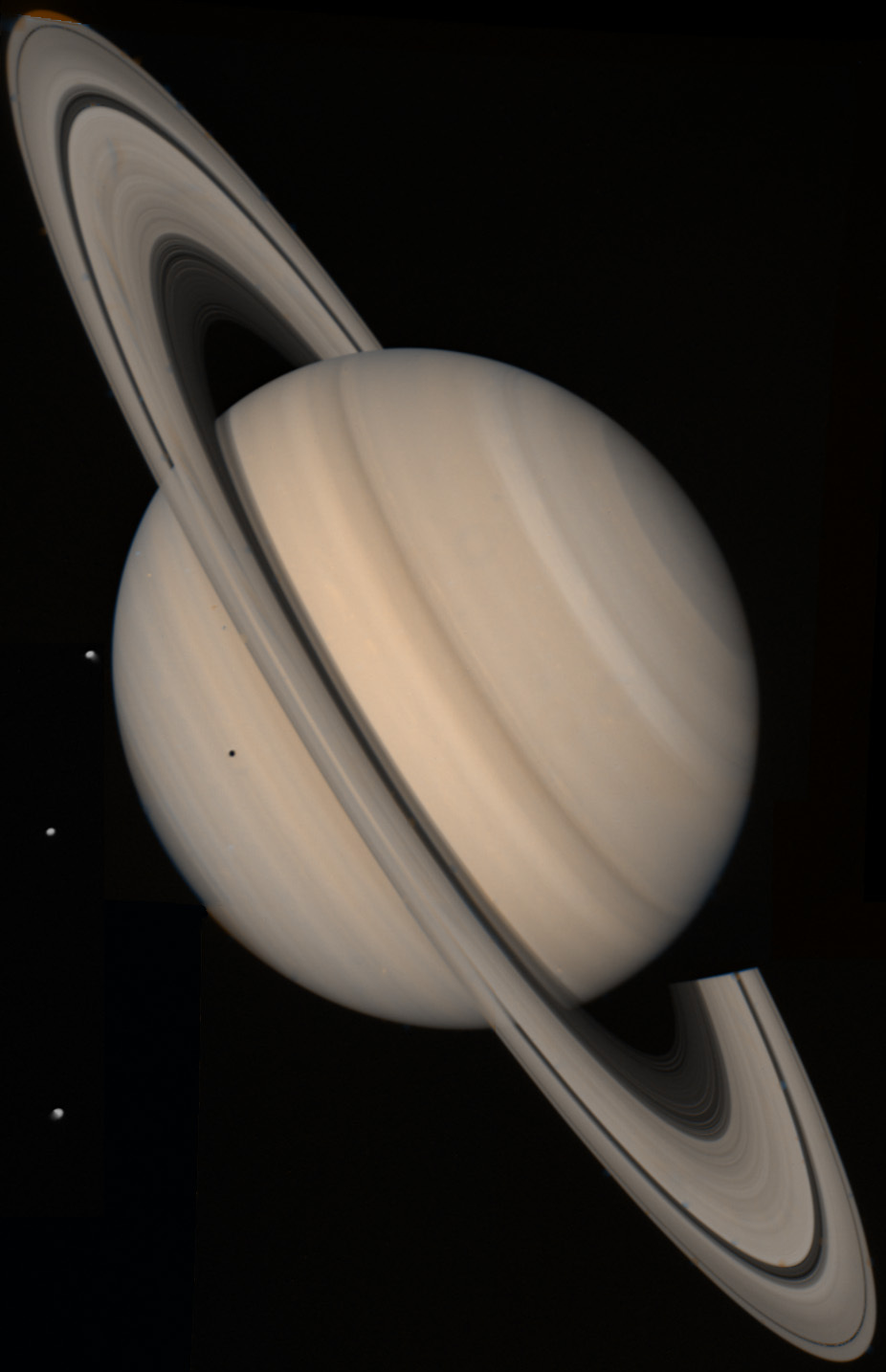
Vista di Saturno con gli anelli, foto del Voyager 2

Inizialmente, Galileo aveva notato che Saturno presentava delle protuberanze ai lati (Saturno "tricorporeo"), come se fossero due satelliti fermi in quella posizione; ma aveva anche disegnato Saturno con due orecchie ai lati, vedendo e descrivendo la separazione dal pianeta, come risulta dalle osservazioni se si cancella la parte di anello che sovrasta il corpo centrale o la si rappresenta come parte del pianeta, senza però intuire che fosse un anello piatto; tuttavia, è proprio dai suoi disegni che risulta come il Galileo vide effettivamente la separazione dell'anello dal pianeta e l'anello stesso, anche se non sapeva quanto stava vedendo.  

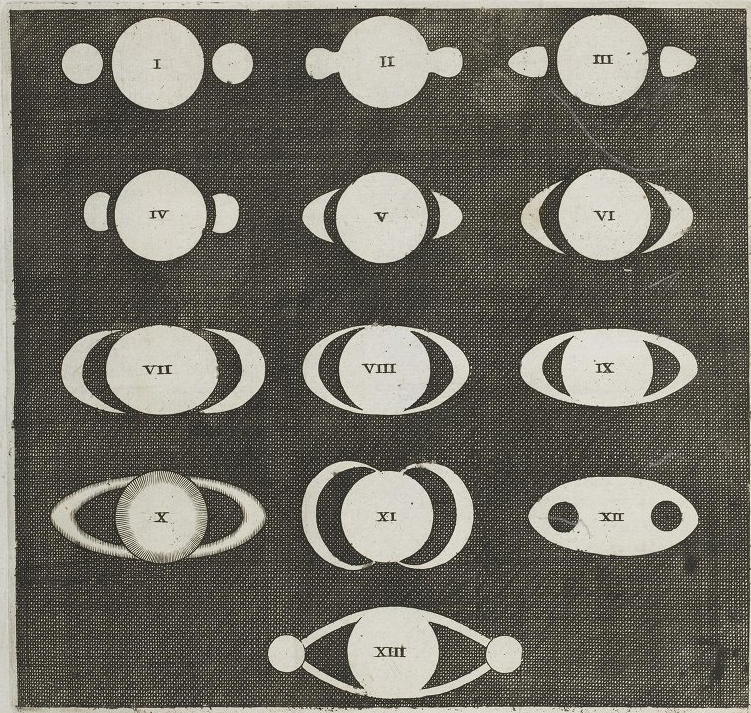
Saturno disegnato da Huygens.

L'anello fu ufficialmente scoperto e descritto da Huygens nel 1655, 13 anni dopo la morte di Galileo, usando un telescopio molto più potente. Ma fu Giovanni Domenico Cassini (1625-1712) che scoprì e studiò sia la divisione dell'anello che oggi prende il suo nome e che separa le due fasce A e B, oltre a studiare altri anelli e divisioni, fra il 1671 e il 1684, periodo nel quale scoprì anche altri quattro satelliti di Saturno, oltre a Titano scoperto nel 1655. La divisione di Cassini, scoperta nel 1675 con 90 ingrandimenti (90x), è la più grande e la più visibile da Terra con strumenti ottici; la sua dimensione apparente varia tra 0,77 e 0,56 secondi d'arco, per cui, stando alla teoria ottica e alle migliori occasioni e situazioni di osservazione, sarebbe visibile già a circa 55x, forniti da uno strumento binoculare adatto e di buona qualità. 
Successivamente, Bond scoprì che l'anello interno (B) era anch'esso suddiviso (1850). Ed anche l'anello esterno (A) risultò poi essere diviso da quella che è chiamata divisione di Encke (vicina al bordo esterno).  
La separazione degli anelli dal pianeta è circa 6 600 km, ma all'osservazione apparente, questa separazione risulta molto maggiore e quindi più visibile: mediamente tra 1/3 e 1/5 del diametro apparente di Saturno (14,5"-20,1"). In base a ciò, per poter vedere lo spazio di separazione tra l'anello e il pianeta, si rende necessario utilizzare un binocolo con circa 20 ingrandimenti (tra 18x e 25x), ma alcuni osservatori affermano che è possibile anche con 15x-16x, poiché dipende molto anche dagli individui (acutezza visiva) e dalle condizioni di osservazione (seeing e posizione di Saturno nel cielo). Con un binocolo di almeno 34x, la separazione degli anelli dal pianeta è visibile in modo netto per quasi tutti gli osservatori sulla Terra, ma usando un cannocchiale o un telescopio (strumenti monoculari), è normalmente necessario dover aumentare un po' gli ingrandimenti (tra circa il 125% e il 250%). 

## Disposizione
I diversi anelli vengono chiamati anche con le lettere dell'alfabeto. Originariamente la sequenza partiva dal più esterno (A) verso l'interno (B, C, ecc.), ma con la scoperta di nuovi anelli sia all'interno che all'esterno le lettere sono ora piuttosto mescolate.
Nel 1983 una cometa o un asteroide colpì l'anello D di Saturno, causando nella materia degli anelli oscillazioni che durarono più di 30 anni.
| Nome                   | Distanza dal centro di Saturno (km) | Larghezza (km) | Chiamato in onore di |
| ---------------------- | ----------------------------------- | -------------- | -------------------- |
| Anello D               | 60000-72600                         | 12600          |                      |
| Divisione di Guerin    | 72600-73800                         | 1200           |                      |
| Anello C               | 73800-92000                         | 17500          |                      |
| Divisione di Colombo   | 77800                               | 100            | Giuseppe Colombo     |
| Divisione di Maxwell   | 87500                               | 270            | James Clerk Maxwell  |
| Anello B               | 92000-117500                        | 25500          |                      |
| Divisione di Cassini   | 117500-122200                       | 4700           | Giovanni Cassini     |
| Separazione di Huygens | 117680                              | 285-440        | Christiaan Huygens   |
| Anello A               | 122200-136800                       | 14600          |                      |
| Divisione di Encke     | 133570                              | 325            | Johann Encke         |
| Divisione di Keeler    | 136530                              | 35             | James Keeler         |
| R/2004 S1              | 137630                              | 190 (?)        |                      |
| R/2004 S2              | 138900                              | (?)            |                      |
| Anello F               | 140210                              | 30-500         |                      |
| Anello G               | 165800-173800                       | 8000           |                      |
| Anello E               | 180000-480000                       | 300000         |                      |
| Anello di Febe         | 16 milioni                          | 10000          |                      |